# Genea gracilis
Genea gracilis är en tvåvingeart som beskrevs av James 1947. Genea gracilis ingår i släktet Genea och familjen parasitflugor. Inga underarter finns listade i Catalogue of Life.